# هنری بیزنیس
هنری بیزنیس (انگلیسی: Henri G. Busignies؛ ۲۹ دسامبر ۱۹۰۵ – ۲۰ ژوئن ۱۹۸۱) دانشمند اهل فرانسه بود.
وی همچنین برندهٔ جوایزی همچون مدال ادیسون انجمن مهندسان برق و الکترونیک شده است.